# 漆原侑来
漆原 侑来（うるしばら ゆら）は、日本の漫画家。2020年、『週刊少年チャンピオン』（秋田書店）にて『桃源暗鬼』で連載デビューを果たし、同作を連載中。カバが好きなため、自画像はカバである。

## 来歴

### 美容師から漫画家へ
高校時代に「環境が少し特殊」だったことにより、「イケメンを描くのが好き」になる。その後美容師になるも、漆原は「人前に出ることが苦手」なため、美容師は向いていないと考えていた。初めて漫画を読んだのは、21歳くらいの時であった。サロンのスタッフルームで読んだ漫画が「すごく面白かった」と感じ、「漫画家になろう」と思い、翌日に辞職。それから苦労をしつつ、絵の練習を行う。1か月後に少年誌を扱う出版社に持ちこんだが、ボツとなった。しかし諦めることなく翌月も持ちこみ、この雑誌で「漆原侑来」とは別の名義で、わりと早い段階で連載も決まっていた。漆原は打ち切りがあり生活もできなくなるため、「才能もないのに漫画家になってしまうと地獄」だといい、「実力をつけないと生きていけない世界なんだ」と痛感している。
23歳、24歳くらいの時に中村明日美子の漫画を読んだことがきっかけで、ボーイズラブのジャンルを好むようになる。漆原によると、目の描き方は中村の影響を受けている。

### 秋田書店へ
『週刊少年チャンピオン』（秋田書店）に掲載されているヤンキー漫画が好きだった漆原は、秋田書店には怖いイメージを抱いていたが、心機一転して思い切って同誌に持ち込みをしようと考える。特に好きな作品として髙橋ヒロシの『クローズ』と『WORST』、平川哲弘の『クローバー』、小沢としおの『ナンバMG5』と『ナンバデッドエンド』を挙げている。持ち込まれた原稿のクオリティが高かったため、担当編集者は驚いたという。
その持ち込みがきっかけとなり、2020年6月に『週刊少年チャンピオン』28号より、「鬼の血を引く少年」と桃太郎の子孫の戦いを描いた『桃源暗鬼』の連載を開始。同作が漆原の同誌初登場作品であり、初の連載作品となる。同作はTikTokで紹介されたことがきっかけとなり、SNSで話題となった。

## 作風
「イケメンをたくさん描きたい」と漆原が考えているため、イケメンなキャラクターが作中に多く登場する。『桃源暗鬼』の蓬のペン入れがきっかけとなり、漆原がムチムチに目覚めたため、女の子の登場人物は「ムチムチとした体格」で描かれている。

## 人物
大好きな作品に『黒子のバスケ』と『終わりのセラフ』を挙げている。

### 漫画制作
2021年6月の時点では、1日半くらいでネームを切り、「残りの全てを作画に費やしているような状態」で漫画を制作。「絵のクオリティは下げられない」との想いから、絵に力が入れられている。アシスタントは2人体制で、大きなページや背景はアシスタントに任せている。漆原の場合、「コマ割りを小さくすると不安に」なるため、ネームの段階で大きくコマを取り、打ち合わせの際にコマの分割が提案されるという。

## 作品リスト

### 漫画作品
- 『桃源暗鬼』秋田書店〈少年チャンピオン・コミックス〉既刊24巻（『週刊少年チャンピオン』2020年28号[2] - 連載中） - 初連載作品[3]。
- 桃源暗鬼外伝 〜月と桜の狂争曲〜（漫画：小田童馬、『月刊少年チャンピオン』2025年7月号[9] - ） - 原作担当[9]。

### その他
- 刃牙シリーズ30周年記念企画お祝いイラスト（『週刊少年チャンピオン』2021年44号[10]）
- 『描くなるうえは』の「漫画家による漫画家マンガ応援企画」（『ヤングアニマル』2023年24号[11]） - 応援イラスト[11]